# Gösta Jeansson
Gösta Jeansson, född 21 februari 1901, död 16 mars 1976 i Lugano i Schweiz, var en svensk företagsledare verksam i Kalmar. Han var vicekonsul för Nederländerna. Gösta Jeansson var son till Ragnar Jeansson och brorson till John Jeansson.
Gösta Jeansson avlade studentexamen 1920, sedan studerade han vid handelshögskolan i Köln 1920–1921. Därefter tjänstgjorde han vid svenska generalkonsulatet i Marseille 1921–1922. Efter avslutad tjänst fortsatte han sina handelshögskolestudier i England 1923.
Efter avslutade studier startade han firma Neico G Jeansson & Co i Hamburg 1923, och var dess verkställande direktör 1924–1928.
Efter dessa erfarenheter kunde han inträda i familjeföretagen som, vid denna tid, var helt dominerande ställning i Kalmar. Den så kallade Jeansson dynastin hade vid denna tid en betydelsefull position i det svenska näringslivet, dess betydelse illustreras av att C.-H. Hermansson, i sina böcker
"Monopol och storfinans: de 15 familjerna" 1962–1971, fann anledning att uppmärksamma denna släkts betydelse för svenskt näringsliv.
Gösta Jeansson blev disponent för Margarin AB Svea 1928, AB Liva Fabriker 1946. År 1942 blev Gösta Jeansson verkställande direktör för K/B Ragnar L Jeansson & Söner och för AB Kalmar Marzipan-fabrik sedan 1952. Han var även styrelseledamot i dessa bolag, samt i Margarinbolaget AB.
Dessutom var han verksam som chef för Kalmarsunds SVF 1934–1946, dessutom var han ledamot av Kalmar hamndirektion 1929–1950.
Även om hans arbetsbördor förefaller att ha varit tunga engagerade han sig likväl i de stora samhällsfrågorna. Medlemskapet i Riksföreningen Sverige-Tyskland 1942, visar hur han följde sin egen övertygelse, trots att Nederländerna, vars vicekonsul han var, vid denna tid hade blivit ockuperat av det Tyska Riket.
Gösta Jeansson är begravd på Södra kyrkogården i Kalmar.